# Hantanirina Rasamimanana
 (juin 2024).
La mise en forme du texte ne suit pas les recommandations de Wikipédia : il faut le « wikifier ».
Les points d'amélioration suivants sont les cas les plus fréquents. Le détail des points à revoir est peut-être précisé sur la page de discussion.
- Les titres sont pré-formatés par le logiciel. Ils ne sont ni en capitales, ni en gras.
- Le texte ne doit pas être écrit en capitales (les noms de famille non plus), ni en gras, ni en italique, ni en « petit »…
- Le gras n'est utilisé que pour surligner le titre de l'article dans l'introduction, une seule fois.
- L'italique est rarement utilisé : mots en langue étrangère, titres d'œuvres, noms de bateaux, etc.
- Les citations ne sont pas en italique mais en corps de texte normal. Elles sont entourées par des guillemets français : « et ».
- Les listes à puces sont à éviter, des paragraphes rédigés étant largement préférés. Les tableaux sont à réserver à la présentation de données structurées (résultats, etc.).
- Les appels de note de bas de page (petits chiffres en exposant, introduits par l'outil «  Source ») sont à placer entre la fin de phrase et le point final[comme ça].
- Les liens internes (vers d'autres articles de Wikipédia) sont à choisir avec parcimonie. Créez des liens vers des articles approfondissant le sujet. Les termes génériques sans rapport avec le sujet sont à éviter, ainsi que les répétitions de liens vers un même terme.
- Les liens externes sont à placer uniquement dans une section « Liens externes », à la fin de l'article. Ces liens sont à choisir avec parcimonie suivant les règles définies. Si un lien sert de source à l'article, son insertion dans le texte est à faire par les notes de bas de page.
- La présentation des références doit suivre les conventions bibliographiques. Il est recommandé d'utiliser les modèles {{Ouvrage}}, {{Chapitre}}, {{Article}}, {{Lien web}} et/ou {{Bibliographie}}. Le mode d'édition visuel peut mettre en forme automatiquement les références.
- Insérer une infobox (cadre d'informations à droite) n'est pas obligatoire pour parachever la mise en page.

Pour une aide détaillée, merci de consulter Aide:Wikification.
Si vous pensez que ces points ont été résolus, vous pouvez retirer ce bandeau et améliorer la mise en forme d'un autre article.
Hantanirina Rasaminana est une chercheure malgache en vétérinaire et primatologie.

## Biographie
Hantanirina Rasamimanana est née en 1954 à Antananarivo, Madagascar. Elle est mariée et a deux enfants.
En 1981, Hantanirina Rasamimanana a terminé ses études de médecine vétérinaire à Moscou et a obtenu son master en élevage animal. À partir de 1981, elle a travaillé au Centre national de recherche à Antananarivo et a enseigné de 1984 à 2004 à l'Université d’Antananarivo. En 2004, elle a obtenu son doctorat en éco-anthropologie au Muséum national d’histoire naturelle de Paris. Par la suite, elle est devenue professeure à l'École normale supérieure d’Antananarivo.
Depuis 1983, Rasamimanana étudie le comportement des lémuriens catta dans la forêt galerie sur les rives du Mandrare à Berenty. Ses recherches portent sur la nutrition, l'énergétique et les différences entre les mâles et les femelles chez les lémuriens à queue annelée et d'autres lémuriens. Elle a collaboré avec la scientifique américaine Alison Jolly et le français Bruno Simmen.
Hantanirina Rasamimanana occupe de nombreux postes et adhésions : elle est membre de la Société Internationale de Primatologie depuis 1991, où elle a siégé au conseil d'administration de 1998 à 2004, et au conseil du Groupe d'Étude et de Recherche en Primatologie depuis 1993. Elle fait partie des éditeurs de New Directions in Lemur Studies chez Plenum Press et de Ringtailed Lemur Biology chez Springer à New York.
En collaboration avec Alison Jolly, elle a développé à partir de 2005 le projet Ako, un projet d'éducation à la conservation avec des livres pour enfants et des affiches, devenu un important projet scolaire soutenu par l'UNICEF à Madagascar. Dans le cadre de la série Ako, plusieurs livres pour enfants avec des textes en anglais et en malgache ont été publiés, racontant entre autres la vie du lémurien Ako. CNN l'a présentée dans un documentaire de trente minutes sous le titre « La Dame des Lémuriens de Madagascar ».

## Parcours académique
- 2004: Doctorat en Eco-Anthropologie au Muséum National d’Histoire Naturelle, Paris, France
- 1981: Master en élevage au Veterinary Academy of Moscow, Russia

## Parcours professionnel
- 1981-1984 : Chercheur au Centre National de Recherche d'Antananarivo
- 1984-2004 : Assistant d'enseignement : École Normale Supérieure, Univ. d'Antananarivo
- 2004 - aujourd'hui : Professeur : École Normale Supérieure, Univ. d'Antananarivo

## Consultances
- Directrice National, MSc en Développement durable et Conservation de la biodiversité, Universités de Majunga et des Comores, en collaboration avec l'Université de Turin, Italie.
- Conseillère, Réforme du programme de sciences pour l'école primaire, Ministère de l'Éducation
- Projet Ako, matériel scolaire et formation des enseignants sur les lémuriens malgaches

## Contributions et engagements
- 1993 - aujourd'hui : Conseil du Groupe d’Étude et de Recherche en Primatologie (GERP)
- 1992 - aujourd'hui : Membre de la Société internationale de primatologie
- 1996 - 1998 : Président du Comité scientifique, XVIIe Congrès de la Société Internationale de Primatologie, Madagascar
- 1998 - 2004 : Conseil de la Société internationale de primatologie (IPS)
- 2003 - aujourd'hui : Membre du Réseau Malgache des Éducateurs et Professionnels de la Conservation
- Rédaction 1998 : Comité de rédaction : New Directions in Lemur Studies, Plenum Press 2004 : Comité de rédaction : Ringtailed Lemur Biology, Springer, New York

## Livres
Textes malgaches de « Ny Aiay Ako », « Ny Tsididy Bitika », « Tikitike, Ilay Maky », « Tsambiky, Ilay Sifaka fotsy » écrits par Jolly A. Illustrés par Ross D. Publiés par Lemur Conservation Foundation, PO.Box 249, Myakka City, FL 34251,  (ISBN 0-9766009-0-0) ; et Durrell Wildlife Preservation Trust, Jersey, UK.

## Prix et distinctions
- Chevalier de l'Ordre National Malgache

## Télévision
- 2010 : CNN African Voices... « La Dame des Lémuriens de Madagascar » 2008 : Planète de nous

## Page web
- Wissenschaftliche Publikationen von Hantanirina Rasamimanana auf researchgate.net

- Hantanirina Rasamimanana.